# Acide hydroxylamine-O-sulfonique
L'acide hydroxylamine-O-sulfonique est un composé inorganique de formule brute H3NO4S, formé par la sulfonation de l'hydroxylamine avec de l'oléum. C'est un solide blanc, hydrosoluble et hygroscopique, généralement représenté par la formule développée condensée H2NOSO3H, bien qu'il existe en fait sous la forme d'un zwitterion et qu'il est donc plus précisément représenté par +H3NOSO3−.  Il est utilisé comme réactif pour l'introduction de groupes amines ( –NH2), pour la conversion d'aldéhydes en nitriles et de cétones alicycliques en lactames (amides cycliques) et pour la synthèse de divers hétérocycles contenant de l'azote,,. 

## Préparation
Selon le procédé de laboratoire, l'acide hydroxylamine-O-sulfonique peut être préparé en traitant du sulfate d'hydroxylamine avec de l'acide sulfurique fumant (oléum). Le processus industriel est similaire. 
(NH3OH)2SO4 + 2SO3 → 2H2NOSO3H + H2SO4
La sulfonation de l'hydroxylamine peut également être effectuée avec de l'acide chlorosulfurique selon une méthode publiée pour la première fois en 1925 et améliorée dans Organic Syntheses.

## Structure
De manière analogue à l'acide sulfamique (H3N+ SO3− ) et à la majorité des acides aminés, l'acide hydroxylamine-O-sulfonique existe à l'état solide sous la forme d'un zwitterion : H3N+OSO3−.  Il ressemble à une molécule d'ammoniac liée de manière covalente à un groupe sulfate. 

## Réactions
L'acide hydroxylamine-O-sulfonique réagit dans des conditions basiques en tant que nucléophile et dans des conditions neutres et acides en tant qu'électrophile. 

### Aminations
Il réagit avec les amines tertiaires pour former des sels d'hydrazinium trisubstitués et avec la pyridine pour former un sel de 1-aminopyridinium. 
À partir des sels de 1-aminopyridinium, les ylures de 1-N-iminopyridinium photochimiquement actifs sont accessibles par acylation. Le réarrangement photochimique des ylures de 1-N-iminopyridinium obtenus conduit, avec des rendements élevés, à des 1H -1,2-diazépines. 
La N-amination de la 1H-benzotriazole avec de l'acide hydroxylamine-O-sulfonique donne un mélange de 1-aminobenzotriazole (produit majoritaire) et de 2-aminobenzotriazole (produit minoritaire).  À partir de la  1-aminotriazole, le benzyne est formé avec un rendement presque quantitatif par oxydation avec de l’acétate de plomb(IV). Le benzyne se dimérise rapidement en biphénylène avec un bon rendement. 
Les hétérocycles électrophiles, tels que le tétrazole, peuvent être N-aminés grâce à l'acide hydroxylamine-O-sulfonique, tandis que des composés encore plus électrophiles, tels que le 5-nitrotétrazole, ne réagissent qu'avec des agents d'amination plus puissants tels que l’O-tolylhydroxylamine ou l’O-mésitylène sulfonylhydroxylamine en composés amino, qui ont été étudiés comme explosifs. 
Dans la N-amination du tétrazole non substitué, un mélange de 1-amino et de 2-aminotétrazole est obtenu. 
Des composés soufrés (tels que les thioéthers ) peuvent également être aminés avec de l'acide hydroxylamine-O-sulfonique en sulfinimines (isostériques avec des sulfoxydes mais beaucoup plus instables) ou des composés du phosphore (tels que la triphénylphosphine) peuvent être aminés en phosphine-imides via l'hydrogénosulfate d'aminotriphénylphosphonium. 
La réaction de l'acide hydroxylamine-O-sulfonique avec des sels métalliques d'acide sulfinique dans une solution d'acétate de sodium génère des sulfamides primaires avec de très bons rendements. 
La diimine peut se former in situ à partir de l'acide hydroxylamine-O-sulfonique ou de mélange d'acide hydroxylamine-O-sulfonique et de sulfate d'hydroxylamine, qui hydrogènent sélectivement les liaisons multiples conjuguées. 

### Réactions avec des composés carbonylés
À température ambiante et au-dessous, l'acide hydroxylamine-O-sulfonique réagit avec les cétones et les aldéhydes en tant que nucléophile pour produire les acides oxime-O-sulfoniques correspondants ou leurs sels. Les acides oxime-O-sulfoniques d'aldéhydes réagissent au-dessus de la température ambiante pour former, par l'élimination d'acide sulfurique, des nitriles, avec des rendements élevés. 
Les cétones aliphatiques fournissent dans des conditions similaires des oximes avec des rendements très élevés, les arylalkyl cétones réagissent dans un réarrangement de Beckmann en amides. Lorsqu'elles sont chauffées à reflux pendant plusieurs heures dans des conditions acides (par exemple en présence d'acide méthanoïque concentré), les cétones alicycliques réagissent pour donner des lactames avec des rendements élevés. 
Dans des conditions basiques en présence d'amines primaires, l'acide hydroxylamine-O-sulfonique forme des aldéhydes et des cétones (par exemple, la cyclohexanone), des diaziridines, qui peuvent facilement être oxydées en diazirines plus stables. 
La réaction fournit également des aziridines substituées à partir d'aldéhydes et de cétones simples avec un rendement élevé et une diastéréosélectivité. 
La 1,2-benzisoxazole est efficacement produite par l'attaque nucléophile de l'acide hydroxylamine-O-sulfonique sur le groupe carbonyle du 2-hydroxybenzaldéhyde, suivie d'une cyclisation. 
Le 1,2-benzisoxazole est un élément structural de la rispéridone et de la palipéridone (antipsychotiques), ainsi que du zonisamide (antiépileptique. 
Dans une synthèse monotope, les N-aryl[3,4-d]pyrazolopyrimidines sont obtenues avec de bons rendements à partir du 4,6-dichloropyrimidine-5-carboxaldéhyde. 
Ces molécules peuvent être utilisées comme analogues de la purine pour une large gamme d'applications diagnostiques et thérapeutiques. 

### Autres réactions
L'ajout d'acide hydroxylamine-O-sulfonique augmente considérablement la chimiluminescence du système luminol/chlorure de cobalt(II). 